# Robin Hood nunca muere

El cap d'elèctris Antonio Felices (pare), Francesc Bellmunt, director, Tomàs Pladevall, director de fotografia, Frederic Amat, direcció artística, Antoni Piñero, segon operador, Paquito Marín, foquista i Paquita Vilanova, script, al rodatge de Robin Hood nunca muere 1971 a Vallgorguina.

Robin Hood nunca muere és el primer llargmetratge dirigit per Francesc Bellmunt l'any 1972 per a la productora Profilmes S.A. El film, produït per Josep Antoni Pérez-Giner, es basa en les aventures de l'heroi de Sherwood i va ser rodat a Vallgorguina, Vallvidrera i Sant Pau del Camp Barcelona. Comptava en el seu repartiment amb Charly Bravo, María Reniu, Luis Induni, Fernando Rubio, Emma Cohen.